# Daisy Haggard
Celia Daisy Morna Haggard (ur. 22 marca 1978 w Londynie) – brytyjska aktorka filmowa i teatralna.
Najbardziej znana jest z takich filmów jak Harry Potter i Zakon Feniksa (2007), Harry Potter i Insygnia Śmierci: Część I (2010) czy Daję nam rok (2013). Od 2011 roku występuje w brytyjsko-amerykańskim serialu komediowym pt. Odcinki.
Daisy Haggard jest córką aktora, Piersa Haggarda oraz Anny Slovsky. Uczyła się w James Allen's Girls' School.

## Filmografia[3]

### Seriale
| Rok          | Nazwa filmu                                    | Rola                         | Uwagi                     |
| ------------ | ---------------------------------------------- | ---------------------------- | ------------------------- |
| 1996         | Ruth Rendell Mysteries                         | Spinny Crossland             | odc. "Heartstones"        |
| 2001         | Swivel on the Tip                              | różne role                   |                           |
| 2001         | Moja rodzinka (My family)                      | asystentka dentysty          | odc. "The Unkindest Cut"  |
| 2002         | Clocking Off                                   | Sophie                       | 1 odcinek                 |
| 2003         | Manchild                                       | Helen                        | 2 odcinki                 |
| 2003         | Hardware                                       | Sarah                        | odc. "Women"              |
| 2003         | Peep Show                                      | praktykantka na pielęgniarkę | odc. "Funeral"            |
| 2004         | Zielone skrzydło (Green Wing)                  | Emmy                         | 4 odcinki                 |
| 2004         | The Last Chancers                              | Rachel                       | 1 odcinek                 |
| 2005         | Casanova                                       | dziewczyna                   | 1 odcinek; miniserial     |
| 2004; 2005   | The Lenny Henry Show                           | detektyw Sergeant Anderson   | 2 odcinki                 |
| 2005; 2006   | Comedy Lab                                     | Sarah                        | 2 odcinki                 |
| 2005; 2007   | Man Stroke Woman                               | różne role                   | 12 odcinków               |
| 2006         | Great News                                     | Emma Brooks                  |                           |
| 2006         | New Street Law                                 | Becky Crosby                 | 1 odcinek                 |
| 2006         | Saxondale                                      | Desiree                      | 1 odcinek                 |
| 2006 - 2008  | The KNTV Show                                  | Kierky / Kierkegaard         | 14 odcinków; głos         |
| 2007         | Ronni Ancona & Co.                             | różne role                   | 3 odcinki                 |
| 2008         | Rozważna i romantyczna (Sense and Sensibility) | Pani Steele                  | 2 odcinki; miniserial     |
| 2009         | Powstać z popiołów (Ashes to Ashes)            | Donna Mitchell               | 1 odcinek                 |
| 2009, 2011   | Psychoville                                    | Debbie Hart                  | 8 odcinków                |
| 2010         | The Persuasionists                             | Emma                         | 6 odcinków                |
| 2010, 2011   | Doktor Who (Doctor Who)                        | Sophie                       | 2 odcinki                 |
| 2011         | Morderstwa w Midsomer (Midsomer Murders)       | Fran Carter                  | odc. "Echoes of the Dead" |
| 2011         | Sto pociech (Outnumbered)                      | Charlene                     | odc. "Christmas Special"  |
| 2011 - nadal | Odcinki (Episodes)                             | Myra Licht                   | 20 odcinków               |
| 2012         | Parents                                        | Chrissy                      | 6 odcinków                |
| 2012         | Full English                                   |                              | 2 odcinki                 |
| 2012         | 4Funnies                                       | Sam                          | odc. "Uncle"              |
| 2014         | Original Drama Shorts                          |                              | odc. "Tag"                |
| 2014         | Cardinal Burns                                 | Debbie                       | 1 odcinek                 |
| 2014 - nadal | Uncle                                          | Sam                          | 10 odcinków               |

### Filmy
| Rok  | Nazwa filmu                                                   | Rola          | Uwagi                |
| ---- | ------------------------------------------------------------- | ------------- | -------------------- |
| 2002 | Club Le Monde                                                 | Jan           |                      |
| 2002 | Przyjaciel Hitlera (Max)                                      | Heidi         |                      |
| 2002 | The Dwarfs                                                    | Virginia      | film telewizyjny     |
| 2002 | Nicholas Nickleby                                             |               |                      |
| 2003 | Możemy zaczynać, panie McGill (Ready When You Are Mr. McGill) | Maggie        | film telewizyjny     |
| 2006 | Zapiski z czasów wojny (Housewife, 49)                        | Jill          | film telewizyjny     |
| 2007 | Hard to Swallow                                               | Siostra Katie | film krótkometrażowy |
| 2007 | Harry Potter i Zakon Feniksa                                  | głos z windy  | głos                 |
| 2010 | Abroad                                                        | Młody Poppy   | film telewizyjny     |
| 2010 | Honeymooner                                                   | Jess          |                      |
| 2010 | Harry Potter i Insygnia Śmierci: Część I                      | głos z windy  | głos                 |
| 2011 | Swingowanie z Finkelami (Swinging with the Finkels)           |               |                      |
| 2013 | Daję nam rok (I Give It a Year)                               | Helen         |                      |
| 2013 | Calloused Hands                                               | Debbie        |                      |